# Anambra
Anambra is een Nigeriaanse staat. De hoofdstad is Awka, de staat heeft 4.887.379 inwoners (2007) en een oppervlakte van 4844 km².

## Geschiedenis
De staat Anambra werd in 1976 gecreëerd uit een deel van de Oost-Centrale staat en de hoofdstad was Enugu. Een verdere reorganisatie in 1991 deelde Anambra in twee staten, Anambra en Enugu.

## Geografie
Anambra is gelegen in het zuidoosten van Nigeria, aan de noordkant van de Nigerdelta en vormt samen met de staat Imo het hart van het land van de Igbo. Het grenst aan de staten Delta in het westen, Imo in het zuiden, Enugu in het oosten en Kogi in het noorden. De staat is een van de dichtstbevolkte gebieden in Afrika, ondanks het rurale karakter van de staat, en ligt op de linkeroever van de Niger.
De belangrijkste steden zijn; Awka, Onitsha, Nnewi, Obosi, Ihiala, Aguata (Ekwulobia) en Atani.

## Lokale bestuurseenheden
Er zijn 21 lokale bestuurseenheden (Local Government Areas of LGA's) in de staat.
Dit zijn:
| - Aguata - Anambra - Anambra West - Anaocha - Awka North - Awka South - Ayamelum - Dunukofia - Ekwusigo - Idemili North - Idemili South |  | - Ihiala - Njikoka - Nnewi North - Nnewi South - Ogbaru - Onitsha North - Onitsha South - Orumba North - Orumba South - Oyi |

## Economie
Awka, de hoofdstad van de staat, is ook het centrum van Nigeria's metaalindustrie. Er zijn verschillende universiteiten in de staat, de Nnamdi Azikiwe University in Awka, de Anambra State University of Science and Technology (ASUT) in Uli, de Federal Polytechnic in Oko, Nwafor Orizu College of Education in Nsugbe, en het College of Agriculture in Igbanam. Geletterdheid is relatief hoog in de staat, en er zijn veel gekwalificeerde mensen. Het percentage schoolgaande mensen is een van de hoogste in het land.

## Beroemde mensen uit Anambra
Anambra is ook de thuisbasis van vele prominente Nigerianen waaronder:
- Dr Nnamdi Azikiwe, de eerste president van Nigeria
- Nwafor Orizu, eerste voorzitter van de Senaat van Nigeria.
- Alex Ifeanyichukwu Ekwueme, tweede vicepresident van Nigeria
- Lady Janet Mmokwelu, de eerste vrouwelijke Nigeriaanse wetgever
- Chukwuemeka Odumegwu Ojukwu, de president van de niet-langer bestaande republiek van Biafra
- Chief Louis Odumegwu Ojukwu, de eerste Nigeriaanse miljonair
- Sir Louis Mbanefo, de eerste Nigeriaanse advocaat
- Philip Njoku Emeagwali, computerwetenschapper

Abia · Adamawa · Akwa Ibom · Anambra · Bauchi · Bayelsa · Benue · Borno · Cross River · Delta · Ebonyi · Edo · Ekiti · Enugu · Gombe · Imo · Jigawa · Kaduna · Kano · Katsina · Kebbi · Kogi · Kwara · Lagos · Nassarawa · Niger · Ogun · Ondo · Osun · Oyo · Plateau · Rivers · Sokoto · Taraba · Yobe · Zamfara
Federaal district: Federal Capital Territory